# Berta angustimedia
Berta angustimedia là một loài bướm đêm trong họ Geometridae.